# Миколай Швирски
Мико̀лай Роман Швѝрски (на полски: Mikołaj Roman Świrski) е полски римокатолически духовник и писател от XVII век, титулярен китроски епископ (1622 – 1643) и викарен епископ на Хелмската епархия.

## Биография
Роден е в 1592 година в Сурез, Жечпосполита, в шляхтишко семейство, герб Шала̀ва. Изпълнява длъжността на Гнезненски кустос. Впоследствие е Туробински и Хрубешовски енорийски свещеник. На 12 декември 1644 година римският папа Инокентий X го назначава за титулярен китроски епископ и за викарен епископ на Хелмската епископия. Ръкоположен е в 1645 година. От 1647 година е кралски секретар (на полски: sekretarz królewski). През 1667 година основава манастира Свети Антоний“ в Радечница, който става обител на Ордена на бернардинците. Автор е на няколко книги на религиозна и историческа тематика, напечатани в Замойската печатница. Епископ Миколай умира в 1678 година в Хелм.